# Verfassung Namibias
Die Verfassung Namibias ist das oberste Gesetz des südwestafrikanischen Staates Namibia. Diese wurde von der Verfassungsgebenden Versammlung (englisch Constituent Assembly) bis Ende 1989 ausgearbeitet und einstimmig am 9. Februar 1990 angenommen und am 16. März 1990 unterzeichnet. Sie definieren Namibia als „souveränen, säkularen, demokratischen und unitären Staat, gegründet auf den Prinzipien der Demokratie, der Herrschaft des Gesetzes und der Gerechtigkeit für alle“.
Die zweite Auflage der Verfassung auf Deutsch wurde im Oktober 2021 vorgestellt.

## Aufbau
Die Verfassung sieht eine klassische Gewaltenteilung in Legislative, Exekutive und Judikative vor.
Die Exekutive liegt laut Verfassung beim Präsidenten und seinem Kabinett.
Die gesetzgebende Gewalt obliegt dem Parlament. Dieses hat zwei Kammern: die Nationalversammlung und den Nationalrat.
Die richterliche Gewalt liegt beim Supreme Court, dem High Court sowie den Lower Courts, wobei die Gerichte unabhängig agieren und nur dem Gesetz unterworfen sind.
Die Verfassung hat 148 Artikel in 21 Kapiteln (Chapter).

## Verfassungsänderung
Die Verfassung Namibias kann auf Grundlage des Kapitel 19 der Verfassung geändert werden. Laut Artikel 1 ist die Änderung der Grundrechte und Menschenrechte (Kapitel 3) unzulässig. Eine Verfassungsänderung bedarf laut Artikel 132 der Zweidrittelmehrheit in beiden Kammern des Parlaments, das heißt der Nationalversammlung und des Nationalrats. Sollte im Nationalrat keine solche Mehrheit zu Stande kommen, so kann der Präsident ein Referendum ansetzen. Hierbei ist ebenfalls eine Zweidrittelmehrheit erforderlich.

### Erste Änderung
Im Zuge der Präsidentschaft Sam Nujomas wurde 1998 eine Verfassungsänderung durchgesetzt, welche diesem Präsidenten eine dritte Amtsperiode erlaubte. Ursprünglich sollte die zeitliche Begrenzung gänzlich aus der Verfassung gestrichen werden, mit Blick auf das Ansehen Namibias in der internationalen Gemeinschaft wurde jedoch ein Kompromiss gefunden. Da Nujoma das Amt als Vorsitzender der Verfassungsgebenden Versammlung ohne eine direkte Wahl durch das Volk, wie es die Verfassung vorsieht, übernommen hatte, wurde ihm eine zweite Direktkandidatur gestattet.

### Zweite Änderung
Die zweite Änderung der namibischen Verfassung wurde 2010 verabschiedet. Hierbei wurde unter anderem das namibische Staatsangehörigkeitsrecht angepasst.

### Dritte Änderung
Am 13. Oktober 2014 kam es zu der weitreichendsten Reform des politischen Systems seit Unabhängigkeit Namibias, nachdem dieses über Wochen kontrovers diskutiert wurde.
Als wichtigste Änderungen wurden beschlossen:
- Erhöhung der gewählten Parlamentssitze auf 96 (zuvor 72)
- Erhöhung der vom Präsidenten ernannten Abgeordneten auf acht (bisher sechs)
- dadurch Erhöhung der gesamten Abgeordneten im Parlament von 78 auf 104
- Erhöhung der Sitze im Nationalrat von derzeit zwei Sitzen pro Region auf drei Sitze; somit anstatt 26 Sitze (13 Regionen) in Zukunft 42 Sitze (14 Regionen)
- Einführung der Position des Vize-Präsidenten

Die Einführung einer Sperrklausel von fünf Prozent war zunächst geplant, wurde aber vom Premierminister ebenso wie ein Stimmrecht für die vom Präsidenten ernannten Abgeordneten abgelehnt.